# 五溝水
五溝水，是臺灣屏東縣萬巒鄉的一個傳統地域名稱，位於該鄉北部。相較於今日行政區，其範圍大致包括五溝村、成德村、泗溝村東北部。

## 歷史
台灣日治初期，五溝水地區為一街庄，稱為「五溝水庄」，隸屬於港東上里。該庄西北與老埤庄、內埔庄、忠心崙庄為鄰，西南與四溝水庄、佳佐庄為鄰，東南邊為新厝庄、赤山庄，東北邊為蕃地。
1901年（日治明治三十四年）11月，全台設置二十廳，該庄隸屬於阿猴廳（1903年改稱阿緱廳）。1909年（明治四十二年）10月，合併二十廳為十二廳，該庄仍隸屬於阿緱廳。1920年（大正九年），廢十二廳改設五州二廳，該庄改制為「五溝水」大字，隸屬於高雄州潮州郡萬巒庄。
戰後萬巒庄改制為萬巒鄉，隸屬於高雄縣，大字亦改制為村。1950年高、屏分治，萬巒鄉改隸屬於屏東縣。

## 聚落
該地區發展較早的聚落有山藔、溪藔、成德（今日恭寮）、鼎興、得勝（德勝）、五溝水、大林等，在日治期初期的官方地圖上已有記載。

## 交通
縣道185號又稱「沿山公路」，是高樹鄉大津至枋寮鄉枋寮的南北幹道，大致以縱向經過五溝水地區東部邊界地帶。由該道路向北可前瑪家鄉與內埔鄉交界地帶、內埔鄉東北端、三地門鄉西南端、高樹鄉南端、高樹鄉與三地門鄉交界地帶，並止於位於高樹鄉東北端大津的省道台27線路口；向南可前往萬巒鄉東南部、新埤鄉東部、枋寮鄉東部並止於省道台1線路口。
鄉道屏92線（新安路）是東勢至排灣的道路，其東側端點（終點）位於本部區東北部邊界地帶的縣道185號路口（排灣聚落南郊）。由此向西北西蜿蜒穿越本地區北部地區後出境，可前往老埤、新東勢地區東南端，並止於縣道187丙線路口。
鄉道屏98線（保安路、信敏路）是興南至馬仕的道路，經過本地區中部，並於日恭寮聚落分別與鄉道屏105線起點、屏101線起點交會。由該道路向西北可前往內埔地區的番子埔聚落並止於縣道187號路口；向東微北出境後轉西南可前往馬仕部落。
鄉道屏100線是美和至萬金的道路，經過本地區中南部的五溝水主聚落、得勝聚落，並分别與鄉道屏107線終點、屏105線終點交會。由該道路向西微南可前往四溝水、忠心崙並止於省道台1線路口；向東可前往赤山地區的萬金聚落並止於鄉道屏101線轉角路口。
鄉道屏101線（信敏路、萬德路）是恭寮至老藤林的道路，起點位於本地區中部日恭寮聚落東北角的鄉道屏98線轉角路口，由此向南南東出境後可前往赤山、新厝並止於新厝地區老藤林聚落北側的鄉道109線路口。
鄉道屏102線是萬巒至佳平的道路，經過本地區南部的大林聚落，並與鄉道屏103起點交會。由該道路向西微南可前往四溝水與佳佐交界地帶、萬巒並止於鄉道屏104線路口；向東可前往赤山、泰武鄉佳平村。
鄉道屏103線（大林路、光明路）是大林至四春的道路，其北側端點（起點）位於本地區南部大林聚落，由此向南蜿蜒而行，出境後可前往佳佐、四林地區北部的四塊厝聚落（潮州鎮四春里），並止於縣道187乙線。
鄉道屏104線（建興路）是萬巒至赤山的道路，經過本地區東南端。由該道向西南可前往佳佐、萬巒，並止於縣道187號路口；向東北可前往赤山，並止於鄉道屏101線轉角路口。
鄉道屏105線（恭寬路）是成德至德勝的道路，全線位於本地區境內。起點為鄉道屏98線路口，終點為鄉道屏100線路口。
鄉道屏107線是內埔至五溝水的道路，其東南側端點（終點）位於本地區五溝水主聚落的鄉道屏101線路口。由此向西北出境後，可前往四溝水東北端、四溝水與五溝水交界地帶、忠心崙東北端、忠心崙與內埔交界地帶，並止於內埔圓環，也就是縣道187號、縣道187甲線轉角路口。

## 學校
- 五溝國小（位於西部邊界外緣的四溝水境內）

## 廟宇
- 五溝水忠勇祠

## 文化資產

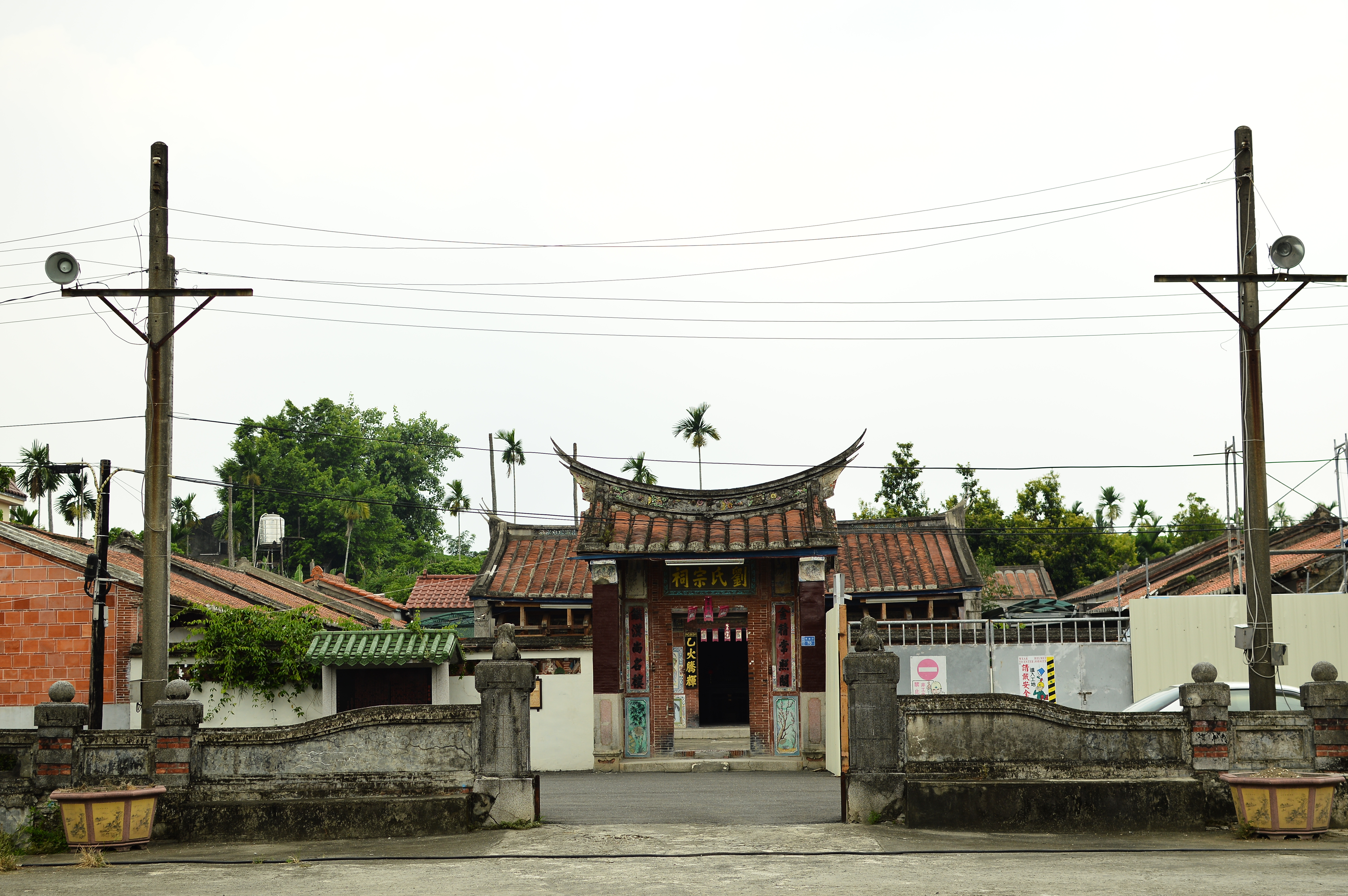
五溝水劉氏宗祠

2008年屏東縣政府公告將五溝水劃為「聚落建築」類文化資產，範圍涵蓋全屏東縣萬巒鄉五溝村。